# Distribució (matemàtiques)
En anàlisi matemàtica, les distribucions (o funcions generalitzades) són objectes que generalitzen funcions. Les distribucions fan possible diferenciar funcions la derivada de les quals no existeix en el sentit clàssic. En particular, qualsevol funció localment integrable té una derivada distribucional. Les distribucions es fan servir àmpliament per formular solucions generalitzades d'equacions diferencials en derivades parcials. On una solució clàssica pot no existir o ser molt difícil d'establir, una solució de distribució a una equació diferencial és sovint molt més fàcil. Les distribucions són també importants en física i enginyeria on molts problemes condueixen de manera natural a equacions diferencials les solucions o les condicions inicials de les quals són distribucions, com la distribució de delta de Dirac.
Les funcions generalitzades van ser introduïdes per Serguei Sóbolev el 1935. Varen ser re-introduïdes durant els últims anys de la dècada del 1940 per Laurent Schwartz, qui va desenvolupar una teoria completa de distribucions.

## Idea bàsica
La idea bàsica és posar en correspondència amb funcions alguns funcionals lineals abstractes en un espai de funcions test no problemàtic. Els operadors sobre distribucions es poden entendre movent-los a la funció de test.
Per exemple, sia
f : R → R
una funció localment integrable, i sia
φ : R → R
una funció infinitament diferenciable amb suport compacte (és a dir idènticament zero a fora d'algun conjunt fitat). La funció φ és una "funció de test". Llavors es posa
{\displaystyle \left\langle f*,\varphi \right\rangle =\int _{\mathbf {R} }f\varphi \,dx}.
(Amb l'estrella es denota que f* representa el funcional lineal corresponent a f). Això és un nombre real que depèn de φ linealment i contínuament. f*  és un funcional lineal continu en l'espai que consisteix en totes les "funcions de test" φ.
De manera similar, si P és una distribució de probabilitat en els reals i φ és una funció de test, llavors
{\displaystyle \left\langle P,\varphi \right\rangle =\int _{\mathbf {R} }\varphi \,dP}
és un nombre real que depèn de φ contínua i linealment: així les distribucions de probabilitat també poden ser vistes com a funcionals lineals continus en l'espai de funcions de test. Aquesta idea de "funcional lineal continu en l'espai de funcions de test" és la que es fa servir com la definició d'una distribució.
Tals distribucions es poden multiplicar per nombres reals i es poden sumar entre elles, per tant formen un espai vectorial real. En general no és possible definir una multiplicació per a distribucions, però les distribucions es poden multiplicar per funcions infinitament diferenciables.
Per definir la derivada d'una distribució, primer es considera el cas d'una funció diferenciable i integrable f : R → R. Si φ és una funció de test, llavors es té
{\displaystyle \int _{\mathbf {R} }{}{f'\varphi \,dx}=-\int _{\mathbf {R} }{}{f\varphi '\,dx}}
aplicant la integració per parts (fixeu-vos que φ és zero a fora d'un conjunt fitat i que per tant no cal tenir en compte cap valor als extrems de l'interval). Això suggereix que si S és una distribució, s'hauria de definir la seva derivada S' per
{\displaystyle \left\langle S',\varphi \right\rangle =-\left\langle S,\varphi '\right\rangle }.
Resulta que aquesta és la definició adequada; estén la definició ordinària de derivada, totes les distribucions esdevenen infinitament diferenciables i es compleixen les propietats habituals de les derivats.
Exemple: La delta de Dirac (anomenada funció de delta de Dirac) és la distribució definida per
{\displaystyle \left\langle \delta ,\varphi \right\rangle =\varphi (0)}
És la derivada de la Funció esglaó de Heaviside: Per a qualsevol funció de test {\displaystyle \varphi }
{\displaystyle \left\langle H',\varphi \right\rangle =-\left\langle H,\varphi '\right\rangle =-\int _{-\infty }^{\infty }H(x)\varphi '(x)dx=-\int _{0}^{\infty }\varphi '(x)dx=\varphi (0)-\varphi (\infty )=\varphi (0)=\left\langle \delta ,\varphi \right\rangle ,}
així {\displaystyle \delta =H'}. Fixeu-vos que {\displaystyle \varphi (\infty )=0} a causa del suport compacte. De manera similar, la derivada de la delta de Dirac és la distribució
{\displaystyle \langle \delta ',\varphi \rangle =-\varphi '(0).}
Aquesta última distribució és el primer exemple d'una distribució que no és ni una funció ni una distribució de probabilitat.

## Funcions de test i distribucions
A continuació, es definiran formalment les distribucions amb valors reals en un subconjunt obert U de Rn. Amb modificacions menors, també es poden definir distribucions amb valors complexos, i es pot substituir Rn per alguna varietat diferenciable paracompacte.
El primer objecte a definir és l'espai D(U) de funcions de test en U. Una vegada estan definides, llavors cal proveir-lo amb una topologia definint el límit d'una successió d'elements de D(U). L'espai de distribucions apareixerà llavors com l'espai de funcionals lineals continus en D(U).

### Espai de funcions de test
L'espai D(U) de funcions de test en U es defineix de la manera següent. Una funció φ : U → R es diu que té suport compacte si existeix un subconjunt compacte K de U tal que φ(x) = 0 per a tot x en U \ K. Els elements de D(U) són funcions infinitament diferenciables φ : U → R amb suport compacte. Això és un espai vectorial real. Es pot donar una topologia definint el límit d'una successió d'elements de D(U). Una successió (φk) en D(U) es diu que convergeix a φ ∈ D(U) si es compleixen les dues condicions següents (Gelfand & Shilov 1966-1968, v. 1, §1.2):
- Hi ha un conjunt compacte K ⊂ U que conté els suports de tot φk:

{\displaystyle \bigcup _{k}\operatorname {supp} (\varphi _{k})\subset K.}
- Per a cada multiíndex α, la successió de derivades parcials D αφk  tendeix uniformement a D αφ.

Amb aquesta definició, D(U) esdevé un espai vectorial topològic localment convex complet que satisfà la propietat de Heine-Borel (Rudin 1991, §6.4-5). Si U i és una família niada numerable de subconjunts oberts de U amb clausures compactes {\displaystyle \scriptstyle {K_{i}={\bar {U}}_{i}}}, llavors
{\displaystyle \mathrm {D} (U)=\bigcup _{i}\mathrm {D} _{K_{i}}}
on DK i  és el conjunt de totes les funcions infinitament derivables amb suport dins K i. La topologia D(U) és la topologia final de la família d'espais mètrics niats DKi  i així D(U) és un espai LF. La topologia no és metrizable pel Teorema de categories de Baire, ja que D(U) és la unió de subespais de la primera categoria en D(U) (Rudin 1991, §6.9).

### Distribucions
Una distribució en U és un funcional lineal S : D(U) → R amb valors en R (o C), tal que
{\displaystyle \lim _{n\to \infty }S(\varphi _{n})=S\left(\lim _{n\to \infty }\varphi _{n}\right)}
per a qualsevol successió convergent φn en D(U). L'espai de totes les distribucions en U es nota per D' (U). De forma equivalent, l'espai vectorial D' (U) és l'espai dual continu de l'espai vectorial topològic D(U).
L'aparellament dual entre una distribució S en D′(U) i una funció de test φ en D(U) es nota així:
{\displaystyle \mathrm {D} '(U)\times \mathrm {D} (U)\ni (S,\varphi )\mapsto \langle S,\varphi \rangle \in \mathbf {R} .}
Proveït amb la topologia feble, l'espai D' (U) és un espai vectorial topològic localment convex. En particular, una successió (Sk) en D' ( U) convergeix a una distribució S si i només si
{\displaystyle \langle S_{k},\varphi \rangle \to \langle S,\varphi \rangle }
per a totes les funcions de test φ. Aquest és el cas si i només si S k  convergeix uniformement a S en tots els subconjunts fitats de D(U). (Un subconjunt E de D(U) és fitat si existeix un subconjunt compacte K de U i nombres dn tals que tot φ en E té el seu suport en K i té les seves derivades n-èsimes fitades per dn.)

### Funcions com distribucions
La funció ƒ : U → R s'anomena localment integrable si és Lebesgue integrable sobre cada subconjunt compacte K de U. Això és una classe vasta de funcions que inclou totes les funcions contínues i totes les funcions Lp. La topologia en D(U) es defineix de tal manera que qualsevol funció localment integrable ƒ dona lloc a un funcional lineal continu en D(U) — és a dir, un element de D′(U) — notat aquí per Tƒ, el valor del qual sobre la funció de test φ ve donat per la integral Lebesgue:
{\displaystyle \langle T_{f},\varphi \rangle =\int _{U}f\varphi \,dx.}
Si ƒ i g són dues funcions localment integrables, llavors les distribucions associades Tƒ i Tg són iguals al mateix element de D' (U) si i només si ƒ i g són iguals gairebé a tot arreu (vegeu, per exemple Hörmander (1983, Theorem 1.2.5)). De manera similar, totes les mesures de Radon μ en U defineixen un element de D' (U) el valor del qual sobre la funció de test φ és ∫φ dμ. Com més amunt, és convencional abusar de la notació i escriure l'aparellament entre una mesura de Radon μ i una funció de test φ com {\displaystyle \scriptstyle {\langle \mu ,\varphi \rangle }}. Recíprocament, en essència pel Teorema de representació de Riesz, totes les distribucions que són no negatives sobre funcions no negatives són d'aquesta forma per a alguna Mesura de Radon (positiva).
Les funcions de test són elles mateixes localment integrables i, per tant, defineix distribucions. Com a tals són denses en D'(U) respecte a la topologia en D'(U) en el sentit que per a qualsevol distribució S ∈ D'(U), hi ha una successió φn ∈ D(U) tal que
{\displaystyle \langle \varphi _{n},\psi \rangle \to \langle S,\psi \rangle }
per a tot ψ ∈ D(U). Això resulta immediatament del Teorema de Hahn-Banach, ja que per un fet elemental sobre topologies febles el dual de D'(U) amb la seva topologia feble* és l'espai D(U) (Rudin 1991, Theorem 3.10). Això també es pot demostrar més constructivament per un argument de convolució.

## Operacions en distribucions
Moltes operacions que es defineixen en funcions infinitament derivables amb suport compacte també es poden definir per a distribucions. En general, si
{\displaystyle T:\mathrm {D} (U)\to \mathrm {D} (U)}
és una funció lineal d'espais vectorials que és contínua respecte a la topologia feble, llavors és possible estendre T a una funció
{\displaystyle T:\mathrm {D} '(U)\to \mathrm {D} '(U)}
passant al límit. (Aquest enfocament també funciona per funcions no lineals més generals, a condició que se suposi que són uniformement contínues.)
En la pràctica, tanmateix, és més convenient definir operacions en distribucions per mitjà del traspost (o transformació adjunta) (Strichartz 1994, §2.3; Trèves 1967). Si T : D(U) → D(U) és un operador lineal continu, llavors el traspost és un operador T* : D(U) → D(U) tal que
{\displaystyle \langle T\varphi ,\psi \rangle =\langle \varphi ,T^{*}\psi \rangle }
per a tot φ, ψ ∈ D(U). Si tal operador T* existeix, i és continu, llavors l'operador original T pot ser estès a distribucions definint
{\displaystyle Tf(\psi )=f(T^{*}\psi )\,.}

### Diferenciació
Si T : D(U) → D(U) ve donat per la derivada parcial
{\displaystyle T\varphi ={\frac {\partial \varphi }{\partial x_{k}}}.}
Integrant per parts, si φ i ψ són en D(U), llavors
{\displaystyle \langle T\varphi ,\psi \rangle =\left\langle {\frac {\partial \varphi }{\partial x_{k}}},\psi \right\rangle =-\left\langle \varphi ,{\frac {\partial \psi }{\partial x_{k}}}\right\rangle }
de manera que T* = −T. Això és una transformació lineal continua D(U) → D(U). Així, si S ∈ D'(U) és una distribució, llavors la derivada parcial de S respecte a la coordenada xk es defineix per la fórmula
{\displaystyle \left\langle {\frac {\partial S}{\partial x_{k}}},\varphi \right\rangle =-\left\langle S,{\frac {\partial \varphi }{\partial x_{k}}}\right\rangle }
per a tota funció de test φ. D'aquesta manera, totes les distribucions són infinitament diferenciables, i la derivada en la direcció xk és un operador lineal en D′(U). En general, si α = (α1...αn) és un multiíndex arbitrari i ∂α denota l'operador de derivada parcial mixta associat, la derivada parcial mixta ∂αSde la distribució S∈ D′(U) es defineix per
{\displaystyle \left\langle \partial ^{\alpha }S,\varphi \right\rangle =(-1)^{|\alpha |}\left\langle S,\partial ^{\alpha }\varphi \right\rangle {\mbox{ per a tot }}\varphi \in \mathrm {D} (U).}
La diferenciació de distribucions és un operador continu sobre D'(U); això és una propietat important i desitjable que no és compartida per moltes altres nocions de diferenciació.

### Multiplicació per una funció derivable
Si m : U → R és una funció infinitament diferenciable i S és una distribució en U, llavors el producte mS es defineix per (mS)(φ) = S(mφ) per a totes les funcions de test φ. Aquesta definició coincideix la transformació transposada de
{\displaystyle T_{m}:\varphi \mapsto m\varphi }
per a φ ∈ D(U). Llavors, per a qualsevol funció de prova ψ
{\displaystyle \langle T_{m}\varphi ,\psi \rangle =\int _{U}m(x)\varphi (x)\psi (x)\,dx=\langle \varphi ,T_{m}\psi \rangle }
de manera que T m* = T m. Multiplicació d'una distribució S per la funció infinitament derivable m és per tant definida per
{\displaystyle mS(\psi )=\langle mS,\psi \rangle =\langle S,m\varphi \rangle =S(m\varphi ).}
Sota multiplicació per funcions infinitament derivables D'(U) és un mòdul sobre l'anell C∞(D). Amb aquesta definició de multiplicació per una funció infinitament derivable, la regla del producte ordinària de càlcul roman vàlida. Tanmateix, també sorgeixen un cert nombre d'identitats inusuals. Per exemple, la distribució delta de Dirac δ es defineix a R per δ, φ = φ(0), i la seva derivada ve donada per δ', φ = −δ, φ' = −φ'(0). Tanmateix, el producte mδ'; és la distribució
{\displaystyle m\delta '=m(0)\delta '-m'\delta .\,}
Aquesta definició de multiplicació també fa possible definir l'operació d'un operador diferencial lineal amb coeficients infinitament derivables sobre una distribució. Un operador diferencial lineal transforma una distribució S ∈ D'(U) en una altra distribució donada per una suma de la forma
{\displaystyle PS=\sum _{|\alpha |\leq k}p_{\alpha }\partial ^{\alpha }S}
on els coeficients pα són funcions infinitament derivables en U. Si P és un operador diferencial donat, llavors el mínim enter k per al qual tal expansió es compleix per a totes les distribucions S s'anomena l'ordre de P. El transposat de P ve donat per
{\displaystyle \left\langle \varphi ,\sum _{\alpha }p_{\alpha }S\right\rangle =\left\langle \sum _{\alpha }(-1)^{|\alpha |}\partial ^{\alpha }(p_{\alpha }\varphi ),S\right\rangle .}
L'espai D'(U) és un D-mòdul respecte a l'acció de l'anell d'operadors diferencials lineals.

### Composició amb una funció derivable
Sia S una distribució en un conjunt obert U ⊂ Rn. Sia V un conjunt obert de Rn, i F : V → U. Llavors donat que F és una submersió, és possible definir
{\displaystyle S\circ F\in \mathrm {D} '(V).}
Això és la composició de la distribució S amb F, que també s'anomena el pullback de S al llarg de F, a vegades s'escriu
{\displaystyle F^{\sharp }:S\mapsto F^{\sharp }S=S\circ F.}
El pullback es nota sovint F *, però aquesta notació té el risc de confondre's amb l'ús citat de '*' per denotar la transposada d'una aplicació lineal.
La condició que F sigui una submersió és equivalent al requisit que el Jacobià dF (x) de F sigui una aplicació lineal exhaustiu per cada x ∈ V. Una condició necessària (però no suficient) per estendre F# a distribucions és que F sigui una transformació oberta (Hörmander 1983, Theorem 6.1.1). El teorema de la funció inversa assegura que una submersió satisfa aquesta condició.
Si F és una submersió, llavors F# està definit sobre distribucions trobant la funció transposada. La unicitat d'aquesta ampliació es garanteix, ja que F # és un operador lineal continu en D(U). L'existència, tanmateix, exigeix fer servir la integració per canvi de variable, el teorema de la funció inversa (localment) i un argument de partició de la unitat; vegeu Hörmander (1983, Theorem 6.1.2).
En el cas especial quan F és un difeomorfisme des d'un subconjunt obert V de Rn cap a un subconjunt obert U de Rn el canvi de variables sota la integral dona
{\displaystyle \int _{V}\varphi \circ F(x)\psi (x)\,dx=\int _{U}\varphi (x)\psi (F^{-1}(x))|\det dF^{-1}(x)|\,dx.}
En aquest cas particular, llavors, F # està definida per la fórmula transposada:
{\displaystyle \langle F^{\sharp }S,\varphi \rangle =\langle S,|\det d(F^{-1})|\varphi \circ F^{-1}\rangle .}

## Localització de distribucions
No hi ha cap manera de definir el valor d'una distribució a D'(U) en un punt particular de U. Tanmateix, com és el cas amb funcions, les distribucions en U queden restringides a donar distribucions en subconjunts oberts de U. A més, les distribucions estan localment determinades en el sentit que una distribució en tot U es pot muntar a partir d'una distribució en recobriment obert de U que satisfaci algunes condicions de compatibilitat sobre la superposició. Tal estructura es coneix com a feix.

### Restricció
Sia U i V subconjunts oberts de Rn amb V ⊂ U. Sia EVU : D(V) → D(U) l'operador que estén per zero una funció infinitament derivable donada amb suport compacte en V a una funció infinitament derivable amv suport compacte en el conjunt més gran U. Llavors la funció de restricció ρVU es defineix com la transposada de EVU. Així per a qualsevol distribució S ∈ D'(U), la restricció ρVu S és una distribució en l'espai dual D'(V) definida per
{\displaystyle \langle \rho _{VU}S,\varphi \rangle =\langle S,E_{VU}\varphi \rangle }
per a totes les funcions de test φ ∈ D(V).
Llevat que U = V, la restricció a V no és ni injectiva ni exhaustiva. La manca d'exhaustivitat segueix, ja que les distribucions poden explotar cap a la frontera de V. Per exemple, si U = R i V = (0,2), llavors la distribució
{\displaystyle S(x)=\sum _{n=1}^{\infty }n\,\delta \left(x-{\frac {1}{n}}\right)}
és de D'(V) però no admet cap ampliació a D'(U).

### Suport d'una distribució
Sia S ∈ D′(U) una distribució en un conjunt obert U. Llavors S es diu que s'esvaeix en un conjunt obert V de U si S pertany al nucli de la funció restricció ρVU. Explícitament S s'esvaeix en V si
{\displaystyle \langle S,\varphi \rangle =0}
per a totes les funcions de test φ ∈ C∞(U) amb suport en V. Sia V un conjunt obert maximal en el que la distribució S s'esvaeix; és a dir V és la unió de tota els oberts on S s'esvaeix. El suport de S és el complement de V en U. Així
{\displaystyle \operatorname {supp} \,S=U-\bigcup \left\{V\mid \rho _{VU}S=0\right\}.}
La distribució S té suport compacte si el seu suport és un conjunt compacte. Explícitament S té suport compacte si hi ha un subconjunt compacte K de U tal que per a totes les funcions de test φ el suport de les quals és completament a fora de K, es té S(φ) = 0. Les distribucions amb suport compacte defineixen funcions lineals contínues en l'espai C∞(U); la topologia en C∞(U) està definida de tal manera que una successió de funcions de test φk convergeix a 0 si i només si totes les derivades de φk convergeixen uniformement a 0 en cada subconjunt compacte de U. Recíprocament, es pot mostrar que cada funcional lineal continu en aquest espai defineix una distribució de suport compacte.

## Distribucions temperades i transformació de Fourier
Emprant un espai més gran de funcions de test, es poden definir les distribucions temperades, un subespai de D' (Rn). Aquestes distribucions són útils si s'estudia la transformada de Fourier en general: totes les distribucions temperades tenen una transformada de Fourier, però no totes les distribucions en tenen una.
L'espai de funcions de test emprades aquí, l'anomenat espai de Schwartz S(Rn), és l'espai funcional de totes les funcions infinitament diferenciables que són ràpidament decreixent a l'infinit junt amb totes les derivades parcials. Així φ : Rn → R és de l'espai Schwartz a condició que qualsevol derivada de φ, multiplicada per qualsevol potència de |x|, convergeixi cap a 0 per a |x| → ∞. Aquestes funcions formen un espai vectorial topològic complet amb una família adequadament definida de seminormes. Més precisament, sia
{\displaystyle p_{\alpha ,\beta }(\varphi )=\sup _{x\in \mathbf {R} ^{n}}|x^{\alpha }D^{\beta }\varphi (x)|}
per a α, β multiíndexs de mida n. Llavors φ és una funció de Schwartz si tots els valors
{\displaystyle p_{\alpha ,\beta }(\varphi )<\infty .}
La família de seminormes p α, β defineixen una topologia localment convexa en l'espai de Schwartz. Les seminormes són, de fet, normes en l'espai Schwartz, ja que les funcions de Schwartz són infinitament derivables. L'espai de Schwartz és metrizable i complet.
L'espai de distribucions temperades es defineix com el dual (continu) de l'espai de Schwartz. En altres paraules, una distribució F és una distribució temperada si i només si
{\displaystyle \lim _{m\to \infty }\sup _{x\in \mathbf {R} ^{n}}|x^{\alpha }D^{\beta }\varphi _{m}(x)|=0}
per a tots els multiíndexs α, β implica
{\displaystyle \lim _{m\to \infty }F(\varphi _{m})=0.}
La derivada d'una distribució temperada és una altra vegada una distribució temperada. Les distribucions temperades generalitzen les funcions fitades (o de creixement lent) localment integrables; totes les distribucions amb suport compacte i totes les funcions quadrat integrables són distribucions temperades. Totes les funcions localment integrables ƒ amb com a màxim creixement polinòmic, és a dir tals que ƒ (x) = O(|x|r) per a algun r, són distribucions temperades. Això inclou totes les funcions de l'espai L p(Rn) per p ≥ 1.
Les distribucions temperades també s poden caracteritzar com lentament creixents. Aquesta caracterització és dual a la del comportament ràpidament decreixent, pe exemple {\displaystyle \propto |x|^{n}\cdot \exp(-x^{2})}, de les funcions de test.
Per estudiar la transformada de Fourier, és millor considerar funcions de text amb valors complexos i distribucions complexes lineals. La transformada contínua de Fourier ordinària F dona llavors un automorfisme d'espais de funcions de Schwartz, i es pot definir la transformada de Fourier de la distribució temperada S per (FS) (ψ) = S(Fψ) per a totes les funcions de test ψ. FS és així una altra vegada una distribució temperada. La transformada de Fourier és un operador continu, lineal, bijectiu des de l'espai de distribucions temperades en si mateix. Aquesta operació és compatible amb la diferenciació en el sentit que
{\displaystyle F{\dfrac {dS}{dx}}=ixFS}
i també amb la convolució: si S és una distribució temperada i ψ és una funció infinitament derivable lentament creixent en Rn (això vol dir que totes les derivades de ψ creixen com a màxim tan de pressa com els polinomis, llavors Sψ és una altra vegada
una distribució temperada i
{\displaystyle F(S\psi )=FS*F\psi \,}
és la convolució de FS i Fψ.

## Convolució
En algunes circumstàncies, és possible definir la convolució d'una funció amb una distribució, o fins i tot la convolució de dues distribucions.
Convolution d'una funció de test amb una distribució
Si ƒ ∈ D(Rn) és una funció de prova infinitament derivable amb suport compacte, llavors la convolució amb ƒ defineix un operador
{\displaystyle C_{f}:D(\mathbf {R} ^{n})\to D(\mathbf {R} ^{n})}
definit per Cƒg = ƒ∗g, que és lineal (i continu respecte a la topologia de l'espai LF en D(Rn).)
Convolució de ƒ amb una distribució S ∈ D′(Rn) es pot definir agafant la transposada de Cƒ reespecte a la parella dual de D(Rn) amb l'espai D′(Rn) de distribucions (Trèves 1967, Chapter 27). Si ƒ, g, φ ∈ D(Rn), llavors pel teorema de Fubini
{\displaystyle \langle C_{f}g,\varphi \rangle =\int _{\mathbf {R} ^{n}}\varphi (x)\int _{\mathbf {R} ^{n}}f(x-y)g(y)\,dydx=\langle g,C_{\tilde {f}}\varphi \rangle }
on {\displaystyle \scriptstyle {{\tilde {f}}(x)=f(-x)}}. Estenent-se per continuïtat, la convolució de ƒ amb una distribució S es defineix per
{\displaystyle \langle f*S,\varphi \rangle =\langle S,{\tilde {f}}*\varphi \rangle }
per a totes les funcions de test φ ∈ D(Rn).
Una manera alternativa de definir la convolució d'una funció ƒ i una distribució S és fer servir l'operador de translació τx definit sobre funcions de test per
{\displaystyle \tau _{x}\varphi (y)=\varphi (y-x)}
i estes per la transposició a distribucions de la manera òbvia (Rudin 1991, §6.29). La convolució de la funció amb suport compacte ƒ i la distribució S és llavors la funció definida per a cada x ∈ Rn per
{\displaystyle (f*S)(x)=\langle S,\tau _{x}{\tilde {f}}\rangle .}
Es pot demostrar que la convolució d'una funció amb suport compacte i una distribució és una funció infinitament derivable. Si la distribució S també té suport compacte, llavors ƒ ∗S és una funció amb suport compacte, i el Teorema de convolució de Titchmarsh (Hörmander 1983, Theorem 4.3.3) implica que
{\displaystyle \operatorname {ch} (f*S)=\operatorname {ch} f+\operatorname {ch} S}
on ch denota l'embolcall convex.
Distribution de suport compacte
També és possible definir la convolució de dues distribucions S i T en Rn, a condició que un d'ells tingui suport compacte. Informalment, per a definir S ∗T on T té suport compacte, la idea és estendre la definició de la convolució ∗ a una operació lineal en distribucions de manera que la fórmula d'associativitat
{\displaystyle S*(T*\varphi )=(S*T)*\varphi }
continua complint-se per a totes les funcions de test φ. Hörmander (1983, §IV.2) demostra la unicitat de tal extensió.
És també possible proporcionar una caracterització més explícita de la convolució de distribucions (Trèves 1967, Chapter 27). Suposant que sigui T que té suport compacte. Per a qualsevol funció de test φ en D(Rn), es considera la funció
{\displaystyle \psi (x)=\langle T,\tau _{-x}\varphi \rangle .}
Es pot demostrar immediatament que això defineix una funció infinitament derivable de x, que a més té suport compacte. La convolució de S i T es defineix per
{\displaystyle \langle S*T,\varphi \rangle =\langle S,\psi \rangle .}
Això generalitza la idea clàssica de convolució de funcions i és compatible amb diferenciació en el sentit següent:
{\displaystyle \partial ^{\alpha }(S*T)=(\partial ^{\alpha }S)*T=S*(\partial ^{\alpha }T).}
Aquesta definició de convolució roman vàlida sota suposicions menys restrictives sobre S i T; vegeu per exemple Gel'fand & Shilov (1966–1968, v. 1, pp. 103–104) i Benedetto (1997, Definition 2.5.8).

## Distribucions com derivades de funcions contínues
La definició formal de distribucions les presenta com a subespai d'un espai molt gran, és a dir el dual algebraic de D(U) (o de S(Rd) per a distribucions temperades). No és immediatament clar a partir de la definició com podria ser una distribució d'exòtica. Per contestar a aquesta pregunta, és instructiu veure que les distribucions construïdes a partir d'un espai més petit, és a dir l'espai de funcions contínues. Aproximadament, qualsevol distribució és localment una derivada (múltiple) d'una funció contínua. Una versió precisa d'aquest resultat, que es dona a sota, es compleix per a distribucions de suport compacte, distribucions temperades, i distribucions generals. En general, cap subconjunt propi de l'espai de distribucions no conté totes les funcions contínues i és tancat sota la diferenciació. Això diu que les distribucions no són objectes especialment exòtics; són només tan complicats com cal.
Distribucions temperades
Si ƒ ∈ S′(Rn) és una distribució temperada, llavors existeix una constant C > 0, i enters positius M i N tals que per a totes les funcions de Schwartz φ ∈S(Rn)
{\displaystyle \langle f,\varphi \rangle \leq C\sum _{|\alpha |\leq N,|\beta |\leq M}\sup _{x\in \mathbf {R} ^{n}}|x^{\alpha }D^{\beta }\varphi (x)|=C\sum _{|\alpha |\leq N,|\beta |\leq M}p_{\alpha ,\beta }(\varphi ).}
Aquest pressupost junt amb algunes tècniques de l'anàlisi funcional es pot fer servir per mostrar que hi ha una funció lentament creixent contínua F i un multiíndex α tal que
{\displaystyle f=D^{\alpha }F.\,}
Distribucions amb suport compacte
Sia U un conjunt obert, i K un subconjunt compacte de U. Si ƒ és una distribució amb suport compacte sobre K, llavors hi ha una funció contínua F amb suport compacte a U (possiblement en un conjunt més gran que K mateix) tal que
{\displaystyle f=D^{\alpha }F\,}
per a algun multiíndex α. Això resulta del resultat prèviament citat sobre distribucions temperades per mitjà d'un argument de localització.
Distributions amb suport puntual
Si ƒ té suport en un punt senzill {P}, llavors ƒ és de fet una combinació lineal finita de derivats distribucionals de la funció δ a P. És a dir, existeix un enter m i constants complexes aα per a multiindex|α| ≤ m tal que
{\displaystyle f=\sum _{|\alpha |\leq m}a_{\alpha }D^{\alpha }(\tau _{P}\delta )}
on τP  és l'operador de trnaslació.
Distribucions en general
Una versió del teorema citat es compleix localment en el sentit següent (Rudin 1991). Sia S una distribució sobre U. Llavors es pot trobar per a tots els multiíndexs α una funció contínua gα tal que
{\displaystyle \displaystyle S=\sum _{\alpha }D^{\alpha }g_{\alpha }}
i que qualsevol subconjunt compacte K de U interseca els suports només en una quantitat finita gα; per això, avaluar el valor de S per a una funció infintament derivable donada f amb suport compacte en U, només es necessita una quantitat finita de gα per això la suma infinita de damunt està ben definida com a distribució. Si la distribució S és d'ordre finit, llavors es pot triar gα de tal manera que només una quantitat finita d'ells siguin diferent de zero.

## Utilitzant funcions holomòrfiques com funcions de test
L'èxit de la teoria va portar a investigar el concepte de hyperfunció, en la qual els espais de funcions holomòrfiques es fan servir com funcions de test. Una teoria refinada s'ha desenvolupat, en particular, en l'anàlisi algebraica de Mikio Sato, fent servir la teoria de feixos i funcions de diverses variables complexes. Això estén la gamma de mètodes simbòlics que es poden fer a matemàtiques rigoroses, per exemple les integrals de Feynman.

## Problema de multiplicació
Una possible limitació de la teoria de distribucions (i hiperfuncions) és que és una teoria purament lineal, en el sentit que el producte de dues distribucions no es pugui definir coherentment (en general), com ha estat demostrat per Laurent Schwartz durant els anys 1950. Per exemple, si p.v. 1/x és la distribució obtinguda pel valor principal de Cauchy
{\displaystyle \left(p.v.{\frac {1}{x}}\right)[\phi ]=\lim _{\epsilon \to 0^{+}}\int _{|x|\geq \epsilon }{\frac {\phi (x)}{x}}\,dx}
per a tot φ ∈ S( R), i δ és la distribució delta de Dirac llavors
{\displaystyle \left(\delta \times x\right)\times p.v.{\frac {1}{x}}=0}
però
{\displaystyle \delta \times \left(x\times p.v.{\frac {1}{x}}\right)=\delta }
així el producte d'una distribució per una funció infinitament derivable (que està sempre ben definida) no es pot estendre a un producte associatiu en l'espai de distribucions.
Així, els problemes no lineals no es poden plantejar en general i, per tant, no es poden resoldre's dins de teoria de distribució únicament.
En el context de la teoria quàntica de camps, tanmateix, es poden trobar solucions. En l'espai temps de més de dues dimensions el problema està relacionat amb la regularització de divergències. Aquí Henri Epstein i Vladimir Glaser van desenvolupar la teoria de pertorbació causal matemàticament rigorósa (però extremadament tècnic). Això no resol el problema en altres situacions. Moltes altres teories interessants són no lineals, com per exemple les equacions de Navier-Stokes de dinàmica de fluids.
En vista d'això, s'han desenvolupat diverses teories no totalment satisfactòries d'àlgebres de funcions generalitzades, entre les quals l'àlgebra de Colombeau (simplificada) és potser la més popular en ús actualment.
Una solució simple del problema de multiplicació la proporciona la formulació d'integral de camí de mecànica quàntica. Ja que s'exigeix que sigui equivalent a la teoria de Schrödinger de mecànica quàntica que és invariable sota transformacions de coordenades, aquesta propietat ha de ser compartida per integrals de camí. Això arregla tots els productes de distribucions com es demostra a Kleinert & Chervyakov (2001) El resultat és equivalent al que es pot derivar de la regularització dimensional (Kleinert & Chervyakov 2000).